# 曹孝庆
曹孝庆（?—?），字可昌。是南宋南康（今江西省都昌县）人，是北宋大将曹玮的四世孙。曾在南宋咸淳年间任隆兴（今江西省南昌市）知府。曹孝庆可能是曹雪芹的祖先，其子曹善翁曾在南宋景炎年间中进士，但因后来南宋灭亡，他不愿在元朝做官而率领家族迁居武阳（今南昌市新建武阳）。